# 프레데리크 슈람
프레데리크 August Albrecht 슈람(1995년 1월 19일 ~ , 아이슬란드어: Frederik August Albrecht Schram)는 아이슬란드의 축구 선수이며 포지션은 골키퍼이다. 현재는 발루르 소속으로 뛰고 있다.